# Domination
Domination címmel jelent meg az amerikai Morbid Angel negyedik nagylemeze, 1995. május 9-én. Európában az Earache Records, míg Észak-Amerikában a Giant adta ki az albumot. A megjelenést követően a Giant Records csődbe ment, így a zenekar újra szerződést írt alá az Earache kiadóval. Ennek megfelelően a következő albumok Amerikában is az Earache jóvoltából voltak megvásárolhatóak. 2011-ig a Domination volt David Vincent utolsó albuma a zenekarral. A lemezhez többféle borító is készült, videót vedig a Where the Slime Live dalra forgattak. A japán kiadás a Sworn to the Black és a God of Emptiness remix változatával volt gazdagabb, melyeket a Laibach készített el. A korongon több olyan dal is hallható, melyek megírásából a zenekar új gitárosa Erik Rutan is kivette a részét, a Melting című szerzeményt pedig egymaga jegyzi a gitáros.
Zeneileg a korábbi albumokon megismert zenei világ hallható, viszont a dalok némileg groove központúbbak lettek, mint korábban. A korong elődjeihez hasonlóan ismét remek kritikákban részesült az AllMusic négy csillaggal jutalmazta a lehetséges ötből, míg a Metalstorm 9.8 ponttal jutalmazta a tízből. Utóbbi kiemelte az anyag sokszínűségét, de a metal-observer kritikája is elismerően nyilatkozott az albumról, megjegyezve, hogy az együttes talán legkreatívabb és legkísérletezősebb anyaga született meg, melynek sokszínűségéért minden bizonnyal Erik Rutan is nagymértékben felel.
A Sputnikmusic négy ponttal jutalmazta az ötből és kifejtette, hogy ugyan az Altars of Madness albumot nem tudja überelni a Domination, de ettől függetlenül erős anyagként nyilatkozott a korongról, kiemelve annak erőteljes hangzását.

## Számlista
|     | Cím                                                 | Zene                           | Hossz |
| --- | --------------------------------------------------- | ------------------------------ | ----- |
| 1.  | Dominate                                            | Trey Azagthoth, David Vincent  | 2:39  |
| 2.  | Where the Slime Live                                | Azagthoth, Vincent             | 5:26  |
| 3.  | Eyes to See, Ears to Hear                           | Azagthoth, Erik Rutan, Vincent | 3:52  |
| 4.  | Melting                                             | Rutan                          | 1:20  |
| 5.  | Nothing But Fear                                    | Rutan, Vincent                 | 4:31  |
| 6.  | Dawn of the Angry                                   | Azagthoth, Vincent             | 4:39  |
| 7.  | This Means War                                      | Rutan, Vincent                 | 3:12  |
| 8.  | Caesar's Palace                                     | Azagthoth, Vincent             | 6:20  |
| 9.  | Dreaming                                            | Azagthoth                      | 2:17  |
| 10. | Inquisition (Burn with Me)                          | Azagthoth, Vincent             | 4:33  |
| 11. | Hatework                                            | Rutan, Vincent                 | 5:47  |
| 12. | Sworn to the Black (Laibach remix) Japán bónuszdal) |                                | 4:16  |
| 13. | God of Emptiness (Laibach remix) (Japán bónuszdal)  |                                | 5:37  |

## Közreműködők
- David Vincent – basszusgitár, ének
- Trey Azagthoth – gitár, billentyűs hangszerek
- Erik Rutan – gitár, billentyűs hangszerek
- Pete Sandoval – dob

## Produkció
- Producer: Bill Kennedy & Morbid Angel
- Hangmérnök: Bill Kennedy
- Hangmérnök asszisztens: Mark Prator
- Keverés: Bill Kennedy
- Maszter: Alan Yoshida
- Programozás: Eric Cadieux